# Crassispira turricula
Crassispira turricula é uma espécie de gastrópode do gênero Crassispira, pertencente à família Pseudomelatomidae.